# Большая Каменка (Псковский район)
Большая Каменка — деревня в Псковском районе Псковской области. Входит в состав Серёдкинской волости. 
Расположена в 31 километре к северу от Пскова, в 7 км к северу от деревни Верхолино и в 2 км к северо-востоку от деревни Мухино. Южнее Большой Каменки располагалась ныне исчезнувшая деревня Малая Каменка.
Постоянное население в деревне по состоянию на 2000 год отсутствовало.
До 1 января 2010 года деревня входила в состав ныне упразднённой Верхолинской волости.

## Топографические карты
- Лист карты O-35-XVII Новоселье. Масштаб: 1 : 200 000. Издание 1980 г.